# Stefan Kapičić
Stefan Kapičić (cirílico sérvio: Стефан Капичић; Colônia, 1 de dezembro de 1978) é um ator sérvio mais conhecido por seu papel como Colossus em Deadpool (2016), Deadpool 2 (2018) e Deadpool & Wolverine (2024). Ele também é um dos três membros do Conselho da Indústria Cinematográfica de Montenegro.

## Biografia
Kapičić nasceu em 1º de dezembro de 1978 em Colônia, Alemanha Ocidental, filho de Slobodanka "Beba" Žugić, uma atriz montenegrina, e Dragan Kapičić, um jogador de basquete sérvio aposentado. Seu pai jogou pelo Saturn Köln naquela época. Aos três anos de idade, a família voltou para a SFR Iugoslávia. Seu avô comprou para ele sua primeira revista em quadrinhos quando ele tinha seis anos, o que despertou o que ele chamou de “amor contínuo” em uma entrevista de 2015 sobre seu papel em Deadpool. Ele estudou atuação na Faculdade de Artes Dramáticas de Belgrado. Ele fala sérvio, inglês, alemão e russo.

## Carreira
Kapičić desempenhou o papel de seu próprio pai no filme de 2015, Bićemo prvaci sveta (We Will Be the World Champions), sobre a Seleção Iugoslava de Basquetebol que venceu o Campeonato Mundial de Basquetebol de 1970.
Em 2015, Kapičić acumulou mais de 80 papéis na televisão, cinema e teatro. Ele chegou à segunda rodada de um processo secreto de seleção de elenco para o personagem Colossus no filme Deadpool, descobrindo qual era a produção somente depois de passar nessa rodada. Trabalhando com o diretor estreante Tim Miller em Los Angeles, Kapičić fez 120 tomadas durante sua terceira chamada de audições, estendendo a sessão por mais oito horas além da duração pretendida de quatro horas, antes de voar de volta para Dubrovnik, na Croácia, para apresentar Romeu e Julieta. Kapičić, um autodenominado “nerd de quadrinhos” que considerava Deadpool um de seus personagens favoritos, ficou especialmente encantado quando soube que ganhou o papel, substituindo Daniel Cudmore, que havia interpretado o personagem nos filmes dos X-Men. Kapičić foi selecionado porque Miller queria que sua versão de Colossus, que é russo nos quadrinhos, tivesse sotaque russo. Kapičić, de 1,93 metros, interpretou o personagem de 2,10 metros de altura por meio de uma combinação de trabalho de voz e captura de movimentos, completando as filmagens em meados de dezembro de 2015, oito semanas antes da data de lançamento do filme, em 12 de fevereiro de 2016.
Em 2023, ele apareceu como Olgaren em The Last Voyage of the Demeter.

## Vida Pessoal
Em dezembro de 2015, Kapičić ficou noivo da atriz croata Ivan Horvat.

## Filmografia

### Filmes
| Ano  | Título                         | Personagem                      | Notas          |
| ---- | ------------------------------ | ------------------------------- | -------------- |
| 2002 | Kordon                         |                                 |                |
| 2003 | Citravita                      | Policial com camiseta do Batman | Curta-metragem |
| 2003 | Skoro sasvim obična priča      | Bane Leskovac                   |                |
| 2004 | Slobodan pad                   | Nikola                          | Curta-metragem |
| 2004 | Ulični hodač                   |                                 |                |
| 2004 | O štetnosti duvana             | Ahmed Crni Arapin               |                |
| 2006 | Ne skreći sa staze             | Gej Deda Mraz                   |                |
| 2008 | Čarlston za Ognjenku           | Arsa 'Kralj čarlstona'          |                |
| 2008 | The Brothers Bloom             | German Bar Owner                |                |
| 2012 | Big Miracle                    | Yuri                            |                |
| 2012 | Larin izbor: Izgubljeni princ  | Nikša Ivanov                    |                |
| 2013 | Hitac                          | Crni                            |                |
| 2015 | Bićemo prvaci sveta            | Dragan Kapičić                  |                |
| 2016 | Deadpool                       | Colossus                        |                |
| 2018 | Deadpool 2                     | Colossus                        |                |
| 2023 | The Last Voyage of the Demeter | Olgaren                         |                |
| 2023 | Slotherhouse                   | Oliver                          |                |
| 2024 | Deadpool & Wolverine           | Colossus                        | Pós-produção   |

### Televisão
| Ano       | Título               | Personagem                 | Notas                                    |
| --------- | -------------------- | -------------------------- | ---------------------------------------- |
| 2006–2007 | Obični ljudi         | Igor Nikolić               | 111 episódios                            |
| 2008      | Vratiće se rode      | Dizajner Mitrović Dečanski |                                          |
| 2008      | The Unit             | Dragan                     | Episódio: "Sex Trade"                    |
| 2008      | Numb3rs              | Lee Hagopian               | Episódio: "Scan Man"                     |
| 2010      | 24                   | Davros' Operative          | Episódio: "Day 8: 4:00 p.m. – 5:00 p.m." |
| 2011      | The Event            | Dimitri Jelavitch          | Episódio: "Strain"                       |
| 2011–2013 | Larin izbor          | Nikša Ivanov               | 251 episódios                            |
| 2013      | Stella               | Zac                        | Convidado                                |
| 2013–2014 | Zora dubrovačka      | Rocco Sorgo                | 48 episódios                             |
| 2015      | Andrija i Anđelka    | Tonči                      |                                          |
| 2016      | Prvaci sveta         | Dragan Kapičić             |                                          |
| 2018      | Counterpart          | Lieber                     |                                          |
| 2018–2022 | Better Call Saul     | Casper                     | 6 episódios                              |
| 2019      | Love, Death & Robots | Lt. Nikolai Zakharov (voz) | Episódio: "The Secret War"               |

### Dublagens sérvias
| Ano  | Título                          | Personagem     | Notas       |
| ---- | ------------------------------- | -------------- | ----------- |
| 2004 | Pokémon                         | James          | Seasons 1–5 |
| 2006 | Garfield: A Tail of Two Kitties | Winston        |             |
| 2006 | Open Season                     | Shaw           |             |
| 2006 | Return to Never Land            | Capitão Gancho |             |
| 2015 | Animal Kingdom: Let's Go Ape    | Édouard        |             |
| 2015 | Inside Out                      | Pai da Riley   |             |
| 2016 | The Good Dinosaur               | Poppa Henry    |             |

### Video games
| Ano  | Título                          | Personagem    | Notas |
| ---- | ------------------------------- | ------------- | ----- |
| 2019 | Call of Duty: Modern Warfare    | Nikolai, J-12 |       |
| 2022 | Call of Duty: Modern Warfare II | Nikolai       |       |